# Ronde van Italië 2025/Startlijst
Deze pagina bevat de startlijst van de 108e Ronde van Italië die in 2025 op zaterdag 3 mei in Durrës, Albanië van start ging, en op zondag 1 juni eindigde in de Italiaanse hoofdstad Rome. In totaal namen er 23 ploegen deel aan deze rittenkoers die elk met acht renners van start gingen, wat het totaal aantal deelnemers op 184 bracht.

## Overzicht

### Red Bull-BORA-hansgrohe
| Rugnummer | Renner                 | Prestaties deze ronde | Opmerkingen                  | Eindklassering   |
| --------- | ---------------------- | --------------------- | ---------------------------- | ---------------- |
| 1         | Primož Roglič          | 7e                    | Opgave tijdens de 16e etappe | Opgave           |
| 2         | Giovanni Aleotti       |                       |                              | 59e op 2u44'16"  |
| 3         | Nico Denz              | winnaar 18e etappe    |                              | 122e op 5u05'18" |
| 4         | Jai Hindley            |                       | Opgave tijdens de 6e etappe  | Opgave           |
| 5         | Daniel Felipe Martínez |                       |                              | 53e op 2u29'40"  |
| 6         | Gianni Moscon          |                       |                              | 121e op 5u05'00" |
| 7         | Giulio Pellizzari      |                       |                              | 6e op 9'28"      |
| 8         | Jan Tratnik            |                       |                              | 83e op 3u39'12"  |
|           | Team                   |                       |                              |                  |

### Alpecin-Deceuninck
| Rugnummer | Renner                | Prestaties deze ronde | Opmerkingen                 | Eindklassering   |
| --------- | --------------------- | --------------------- | --------------------------- | ---------------- |
| 11        | Kaden Groves          | winnaar 6e etappe     |                             | 107e op 4u31'34" |
| 12        | Quinten Hermans       |                       |                             | 85e op 3u43'42"  |
| 13        | Juri Hollmann         |                       | Opgave tijdens de 6e etappe | DNF              |
| 14        | Jimmy Janssens        |                       |                             | 118e op 4u55'09" |
| 15        | Timo Kielich          |                       |                             | 86e op 3u49'45"  |
| 16        | Edward Planckaert     |                       |                             | 102e op 4u22'44" |
| 17        | Fabio Van Den Bossche |                       |                             | 100e op 4u18'23" |
| 18        | Jensen Plowright      |                       |                             | 158e op 6u07'50" |
|           | Team                  |                       |                             |                  |

### Arkéa-B&B Hotels
| Rugnummer | Renner                  | Prestaties deze ronde | Opmerkingen                  | Eindklassering   |
| --------- | ----------------------- | --------------------- | ---------------------------- | ---------------- |
| 21        | Alessandro Verre        |                       |                              | 104e op 4u26'38" |
| 22        | Giosuè Epis             |                       |                              | 135e op 5u31'00" |
| 23        | Simon Guglielmi         |                       |                              | 94e op 4u03'10"  |
| 24        | Laurens Huys            |                       |                              | 109e op 4u36'42" |
| 25        | Luca Mozzato            |                       |                              | 138e op 5u33'26" |
| 26        | Michel Ries             |                       | Niet gestart in de 7e etappe | DNF              |
| 27        | Embret Svestad-Bårdseng |                       |                              | 22e op 1u06'40"  |
| 28        | Martin Tjøtta           |                       |                              | 49e 2u26'05"     |
|           | Team                    |                       |                              |                  |

### Bahrain-Victorious
| Rugnummer | Renner            | Prestaties deze ronde | Opmerkingen                  | Eindklassering   |
| --------- | ----------------- | --------------------- | ---------------------------- | ---------------- |
| 31        | Antonio Tiberi    |                       |                              | 17e op 46'04"    |
| 32        | Pello Bilbao      |                       |                              | 30e op 1u52'02"  |
| 33        | Damiano Caruso    |                       |                              | 5e op 7'32"      |
| 34        | Afonso Eulálio    |                       | Opgave tijdens de 19e etappe | DNF              |
| 35        | Matevž Govekar    |                       |                              | 142e op 5u38'24" |
| 36        | Fran Miholjević   |                       |                              | 113e op 4u46'16" |
| 37        | Andrea Pasqualon  |                       | Opgave tijdens de 9e etappe  | DNF              |
| 38        | Edoardo Zambanini |                       |                              | 27e op 1u25'59"  |
|           | Team              |                       |                              |                  |

### Cofidis (wielerploeg)
| Rugnummer | Renner               | Prestaties deze ronde | Opmerkingen                   | Eindklassering   |
| --------- | -------------------- | --------------------- | ----------------------------- | ---------------- |
| 41        | Milan Fretin         |                       | Niet gestart in de 16e etappe | DNF              |
| 42        | Nicolas Debeaumarché |                       |                               | 140e op 5u34'38" |
| 43        | Jonathan Lastra      |                       |                               | 65e op 3u04'36"  |
| 44        | Jan Maas             |                       |                               | 139e op 5u34'04" |
| 45        | Sylvain Moniquet     | 1e, 2e etappe         | Beste Belg                    | 71e op 3u15'48"  |
| 46        | Stefano Oldani       |                       |                               | 67e op 3u07'43"  |
| 47        | Anthony Perez        |                       |                               | 124e op 5u08'15" |
| 48        | Sergio Samitier      |                       |                               | 52e op 2u28'09"  |
|           | Team                 |                       |                               |                  |

### Decathlon AG2R La Mondiale Team
| Rugnummer | Renner            | Prestaties deze ronde | Opmerkingen                 | Eindklassering   |
| --------- | ----------------- | --------------------- | --------------------------- | ---------------- |
| 51        | Sam Bennett       |                       |                             | 145e op 5u41'25" |
| 52        | Geoffrey Bouchard |                       | Opgave tijdens de 1e etappe | DNF              |
| 53        | Dries De Bondt    |                       |                             | 128e op 5u13'22" |
| 54        | Stan Dewulf       |                       |                             | 111e op 4u40'33" |
| 55        | Dorian Godon      |                       |                             | 84e op 3u40'14"  |
| 56        | Tord Gudmestad    |                       |                             | 134e op 5u30'25" |
| 57        | Nicolas Prodhomme | winnaar 19e etappe    |                             | 15e op 36'09"    |
| 58        | Andrea Vendrame   |                       |                             | 35e 1u59'53"     |
|           | Team              |                       |                             |                  |

### EF Education-EasyPost
| Rugnummer | Renner                     | Prestaties deze ronde | Opmerkingen | Eindklassering   |
| --------- | -------------------------- | --------------------- | ----------- | ---------------- |
| 61        | Richard Carapaz            | winnaar 11e etappe    |             | op 4'43"         |
| 62        | Kasper Asgreen             | winnaar 14e etappe    |             | 115e op 4u47'04" |
| 63        | Jefferson Alexander Cepeda |                       |             | 51e op 2u27'01"  |
| 64        | Owain Doull                |                       |             | 110e op 4u37'02" |
| 65        | Mikkel Honoré              |                       |             | 79e op 3u34'22"  |
| 66        | Darren Rafferty            |                       |             | 87e op 3u51'51"  |
| 67        | James Shaw                 |                       |             | 76e op 3u34'22"  |
| 68        | Georg Steinhauser          |                       |             | 74e op 3u22'54"  |
|           | Team                       |                       |             |                  |

### Groupama-FDJ
| Rugnummer | Renner            | Prestaties deze ronde | Opmerkingen | Eindklassering   |
| --------- | ----------------- | --------------------- | ----------- | ---------------- |
| 71        | David Gaudu       |                       |             | 66e op 3u06'33"  |
| 72        | Sven Erik Bystrøm |                       |             | 130e op 5u23'13" |
| 73        | Clément Davy      |                       |             | 137e op 5u32'29" |
| 74        | Kévin Geniets     |                       |             | 33e op 1u56'33   |
| 75        | Lorenzo Germani   |                       |             | 63e op 2u54'25"  |
| 76        | Quentin Pacher    |                       |             | 64e op 2u59'24   |
| 77        | Enzo Paleni       |                       |             | 112e op 4u42'51" |
| 78        | Rémy Rochas       |                       |             | 39e op 2u11'04"  |
|           | Team              |                       |             |                  |

### INEOS Grenadiers
| Rugnummer | Renner               | Prestaties deze ronde | Opmerkingen                   | Eindklassering   |
| --------- | -------------------- | --------------------- | ----------------------------- | ---------------- |
| 81        | Egan Bernal          |                       |                               | 7e op 12'42"     |
| 82        | Thymen Arensman      |                       | Beste Nederlander             | 29e op 1u37'46"  |
| 83        | Jonathan Castroviejo |                       |                               | 61e op 2u47'31"  |
| 84        | Lucas Hamilton       |                       |                               | 103e op 4u24'28" |
| 85        | Kim Heiduk           |                       |                               | 114e op 4u46'33" |
| 86        | Brandon Smith Rivera |                       | Niet gestart in de 16e etappe | DNF              |
| 87        | Joshua Tarling       | winnaar 2e etappe     | Opgave tijdens de 16e etappe  | DNF              |
| 88        | Ben Turner           |                       |                               | 120e op 5u03'49" |
|           | Team                 |                       |                               |                  |

### Intermarché-Wanty
| Rugnummer | Renner             | Prestaties deze ronde | Opmerkingen                 | Eindklassering   |
| --------- | ------------------ | --------------------- | --------------------------- | ---------------- |
| 91        | Louis Meintjes     |                       |                             | 18e op 52'03"    |
| 92        | Francesco Busatto  | 1e etappe             |                             | 99e op 4u17'40"  |
| 93        | Kevin Colleoni     |                       |                             | 108e op 4u33'00" |
| 94        | Simone Petilli     |                       |                             | 60e op 2u46'21"  |
| 95        | Dion Smith         |                       | Opgave tijdens de 6e etappe | DNF              |
| 96        | Gerben Thijssen    |                       |                             | 157e op 6u04'31" |
| 97        | Taco van der Hoorn |                       |                             | 155e op 5u57'04" |
| 98        | Gijs Van Hoecke    |                       |                             | 13e op 5u55'56"  |
|           | Team               |                       |                             |                  |

### Israel-Premier Tech
| Rugnummer | Renner         | Prestaties deze ronde | Opmerkingen                  | Eindklassering   |
| --------- | -------------- | --------------------- | ---------------------------- | ---------------- |
| 101       | Derek Gee      |                       |                              | 4e op 6'23"      |
| 102       | Simon Clarke   |                       |                              | 117e op 4u48'51" |
| 103       | Marco Frigo    |                       |                              | 28e op 1u32'20"  |
| 104       | Jakob Fuglsang |                       |                              | 81e op 3u36'09"  |
| 105       | Jan Hirt       |                       | Niet gestart in de 7e etappe | DNF              |
| 106       | Hugo Houle     |                       |                              | 62e op 2u53'29"  |
| 107       | Nick Schultz   |                       |                              | 106e op 4u31'19" |
| 109       | Corbin Strong  |                       |                              | 96e op 4u07'26"  |
|           | Team           |                       |                              |                  |

### Lidl-Trek
| Rugnummer | Renner               | Prestaties deze ronde | Opmerkingen                   | Eindklassering   |
| --------- | -------------------- | --- | ----------------------------- | ---------------- |
| 111       | Giulio Ciccone       | | Niet gestart in de 15e etappe | DNF              |
| 112       | Daan Hoole           | winnaar 10e etappe |                               | 119e op 4u57'19" |
| 113       | Patrick Konrad       | |                               | 73e op 3u17'41"  |
| 114       | Søren Kragh Andersen | | Niet gestart in de 5e etappe  | DNF              |
| 115       | Jacopo Mosca         | |                               | 126e op 5u09'58" |
| 116       | Mads Pedersen        | winnaar 1e etappe, 3e, 5e, 13e etappe 1e, 3e, 4e, 5e, 6e etappe 1e, 2e, 3e, 4e, 5e, 6e, 7e, 8e, 9e, 10e, 11e, 12e, 13e, 14e, 15e, 16e, 17e, 18e, 19e, 20e, 21e etappe | Eindwinnaar Puntentrui        | 90e op 4u00'39"  |
| 117       | Mathias Vacek        | 2e, 3e, 4e, 5e, 6e etappe |                               | 57e op 2u42'59"  |
| 118       | Carlos Verona        | winnaar 15e etappe |                               | 54e op 2u31'09"  |
|           | Team                 | 1e, 2e, 3e, 4e, 5e, 6e |                               |                  |

### Movistar Team
| Rugnummer | Renner                   | Prestaties deze ronde | Opmerkingen | Eindklassering   |
| --------- | ------------------------ | --------------------- | ----------- | ---------------- |
| 121       | Nairo Quintana           |                       |             | 25e op 1u23'09"  |
| 122       | Orluis Aular             |                       |             | 101e op 4u22'20" |
| 123       | Jon Barrenetxea          |                       |             | 92e op 4u02'34"  |
| 124       | Jefferson Alveiro Cepeda |                       |             | 34e op 1u57'52"  |
| 125       | Davide Formolo           |                       |             | 45e op 2u23'27"  |
| 126       | Lorenzo Milesi           |                       |             | 88e op 3u54'04"  |
| 127       | Einer Rubio              |                       |             | 8e op 13'05"     |
| 128       | Albert Torres            |                       |             | 127e op 5u11'13" |
|           | Team                     |                       |             |                  |

### Q36.5 Pro Cycling Team
| Rugnummer | Renner                | Prestaties deze ronde | Opmerkingen                 | Eindklassering   |
| --------- | --------------------- | --------------------- | --------------------------- | ---------------- |
| 131       | Thomas Pidcock        |                       |                             | 16e op 44'41"    |
| 132       | Xabier Mikel Azparren |                       |                             | 125e op 5u09'49" |
| 133       | Mark Donovan          |                       |                             | 55e op 2u37'39"  |
| 134       | Damien Howson         |                       |                             | 46e op 2u23'30"  |
| 135       | Emīls Liepiņš         |                       |                             | 131e op 5u23'42" |
| 136       | Matteo Moschetti      |                       |                             | 152e op 5u55'35" |
| 137       | Milan Vader           |                       |                             | 80e op 3u34'38"  |
| 138       | Nickolas Zukowsky     |                       | Opgave tijdens de 4e etappe | DNF              |
|           | Team                  |                       |                             |                  |

### Soudal Quick-Step
| Rugnummer | Renner             | Prestaties deze ronde | Opmerkingen                   | Eindklassering   |
| --------- | ------------------ | --------------------- | ----------------------------- | ---------------- |
| 141       | Mikel Landa        |                       | Opgave tijdens de 1e etappe   | DNF              |
| 142       | Mattia Cattaneo    |                       |                               | 44e op 2u23'20"  |
| 143       | Josef Černý        |                       |                               | 132e op 5u29'33" |
| 144       | Gianmarco Garofoli |                       |                               | 31e op 1u53'53"  |
| 145       | Ethan Hayter       |                       |                               | 136e op 5u31'39" |
| 146       | James Knox         |                       |                               | 19e op 56'35"    |
| 147       | Luke Lamperti      |                       |                               | 146e op 5u41'38" |
| 148       | Paul Magnier       |                       | Niet gestart in de 16e etappe | DNF              |
|           | Team               |                       |                               |                  |

### Team Jayco AlUla
| Rugnummer | Renner           | Prestaties deze ronde | Opmerkingen                  | Eindklassering   |
| --------- | ---------------- | --------------------- | ---------------------------- | ---------------- |
| 151       | Chris Harper     | winnaar 20e etappe    |                              | 23e op 1u13'35"  |
| 152       | Koen Bouwman     |                       | Niet gestart in de 9e etappe | DNF              |
| 153       | Davide De Pretto |                       |                              | 77e op 3u28'54"  |
| 154       | Paul Double      |                       |                              | 98e op 4u16'30"  |
| 155       | Felix Engelhardt |                       |                              | 82e op 3u37'17"  |
| 156       | Michael Hepburn  |                       |                              | 143e op 5u38'36" |
| 157       | Luke Plapp       | winnaar 8e etappe     | Opgave tijdens de 17e etappe | DNF              |
| 158       | Filippo Zana     |                       |                              | 58e op 2u43'24"  |
|           | Team             |                       |                              |                  |

### Team Picnic PostNL
| Rugnummer | Renner          | Prestaties deze ronde | Opmerkingen                 | Eindklassering   |
| --------- | --------------- | --------------------- | --------------------------- | ---------------- |
| 161       | Romain Bardet   |                       |                             | 26e op 1u24'04"  |
| 162       | Alex Edmondson  |                       |                             | 148e op 5u42'42" |
| 163       | Chris Hamilton  |                       |                             | 47e op 2u23'31"  |
| 164       | Gijs Leemreize  |                       |                             | 43e op 2u21'52"  |
| 165       | Niklas Märkl    |                       |                             | 156e op 5u59'46" |
| 166       | Max Poole       |                       |                             | 11e op 18'15"    |
| 167       | Casper van Uden | winnaar 4e etappe     |                             | 150e op 5u48'34" |
| 168       | Bram Welten     |                       | Opgave tijdens de 7e etappe | DNF              |
|           | Team            |                       |                             |                  |

### Team Polti VisitMalta
| Rugnummer | Renner             | Prestaties deze ronde | Opmerkingen | Eindklassering   |
| --------- | ------------------ | --------------------- | ----------- | ---------------- |
| 171       | Davide Piganzoli   |                       |             | 14e op 27'53"    |
| 172       | Davide Bais        |                       |             | 97e op 4u16'09"  |
| 173       | Mattia Bais        |                       |             | 69 op 3u11'07"   |
| 174       | Giovanni Lonardi   |                       |             | 129e op 5u20'03" |
| 175       | Mirco Maestri      |                       |             | 93e op 4u02'46"  |
| 176       | Francisco Muñoz    |                       |             | 144e op 5u41'19" |
| 177       | Andrea Pietrobon   |                       |             | 141e op 5u36'27" |
| 178       | Alessandro Tonelli |                       |             | 48e op 2u23'48"  |
|           | Team               |                       |             |                  |

### Team Visma-Lease a Bike
| Rugnummer | Renner            | Prestaties deze ronde   | Opmerkingen           | Eindklassering   |
| --------- | ----------------- | ----------------------- | --------------------- | ---------------- |
| 181       | Wout Van Aert     | winnaar 9e etappe       |                       | 72e op 3u16'27"  |
| 182       | Edoardo Affini    |                         |                       | 133e op 5u29'52" |
| 183       | Wilco Kelderman   |                         |                       | 37e op 2u01'00"  |
| 184       | Olav Kooij        | winnaar 12e, 21e etappe |                       | 149e op 5u45'37" |
| 185       | Steven Kruijswijk |                         |                       | 38e op 2u05'13"  |
| 186       | Bart Lemmen       |                         |                       | 42e op 2u20'47"  |
| 187       | Dylan van Baarle  |                         |                       | 95e op 4u07'14"  |
| 188       | Simon Yates       | 20e, 21e etappe         | Eindwinnaar Roze trui | Goud             |
|           | Team              |                         |                       |                  |

### Tudor Pro Cycling Team
| Rugnummer | Renner            | Prestaties deze ronde | Opmerkingen                  | Eindklassering   |
| --------- | ----------------- | --------------------- | ---------------------------- | ---------------- |
| 191       | Michael Storer    |                       |                              | 10e op 14'27"    |
| 192       | Marco Brenner     |                       | Opgave tijdens de 19e etappe | DNF              |
| 193       | Alexander Krieger |                       |                              | 159e op 6u25'03  |
| 194       | Rick Pluimers     |                       |                              | 105e op 4u30'38" |
| 195       | Florian Stork     |                       |                              | 20e op 58'53"    |
| 196       | Yannis Voisard    |                       |                              | 32e op 1u56'21"  |
| 197       | Larry Warbasse    |                       |                              | 68e op 3u10'00"  |
| 198       | Maikel Zijlaard   |                       |                              | 154e op 4u56'04" |
|           | Team              |                       |                              |                  |

### UAE Team Emirates-XRG
| Rugnummer | Renner            | Prestaties deze ronde | Opmerkingen                                     | Eindklassering  |
| --------- | ----------------- | --- | ----------------------------------------------- | --------------- |
| 201       | Juan Ayuso        | winnaar 7e etappe 7e, 8e etappe |                                                 |                 |
| 202       | Igor Arrieta      | |                                                 | 36e op 2u00'15" |
| 203       | Filippo Baroncini | |                                                 | 78e op 3u30'26" |
| 204       | Isaac Del Toro    | winnaar 17e etappe 9e, 10e, 11e, 12e, 13e, 14e, 15e, 16e, 17e, 18e, 19e etappe 9e, 10e, 11e, 12e, 13e, 14e, 15e, 16e, 17e, 18e, 19e, 20e, 21e etappe | Tweede in de eindstand Eindwinnaar jongerentrui | Zilver          |
| 205       | Rafal Majka       | |                                                 | 13e op 23'46"   |
| 206       | Brandon McNulty   | |                                                 | 9e op 13'36"    |
| 207       | Jay Vine          | | Opgave tijdens de 17e etappe                    | DNF             |
| 208       | Adam Yates        | |                                                 | 12e op 21'43"   |
|           | Team              | 7e, 8e, 9e, 10e, 11e, 12e, 13e, 14e, 15e, 16e, 17e, 18e, 19e, 20e, 21e                                                                               |                                                 |                 |

### VF Group-Bardiani CSF-Faizanè
| Rugnummer | Renner               | Prestaties deze ronde | Opmerkingen                  | Eindklassering   |
| --------- | -------------------- | --------------------- | ---------------------------- | ---------------- |
| 211       | Filippo Fiorelli     |                       |                              | 89e op 4u00'39"  |
| 212       | Luca Covili          |                       |                              | 70e op 3u11'24"  |
| 213       | Filippo Magli        |                       |                              | 116e op 4u48'45" |
| 214       | Martin Marcellusi    |                       |                              | 75e op 3u23'11"  |
| 215       | Alessio Martinelli   |                       | Opgave tijdens de 16e etappe | DNF              |
| 216       | Alessandro Pinarello |                       | Niet gestart in de 6e etappe | DNF              |
| 217       | Manuele Tarozzi      |                       |                              | 91e op 4u01'33"  |
| 218       | Enrico Zanoncello    |                       |                              | 151e 5u51'33"    |
|           | Team                 |                       |                              |                  |

### XDS Astana Team
| Rugnummer | Renner            | Prestaties deze ronde                                                                  | Opmerkingen          | Eindklassering   |
| --------- | ----------------- | -------------------------------------------------------------------------------------- | -------------------- | ---------------- |
| 221       | Diego Ulissi      | 8e etappe                                                                              |                      | 21e op 1u05'07"  |
| 222       | Nicola Conci      |                                                                                        |                      | 56e op 2u40'14"  |
| 223       | Lorenzo Fortunato | 3e, 4e, 5e, 6e, 7e, 8e, 9e, 10e, 11e, 12e, 13e, 14e, 15e, 16e, 17e, 18e, 19e, 20e, 21e | Eindwinnaar Bergtrui | 24e op 1u22'09"  |
| 224       | Max Kanter        |                                                                                        |                      | 123e op 5u05'26" |
| 225       | Anton Kuzmin      |                                                                                        |                      | 147e op 5u42'03" |
| 226       | Fausto Masnada    |                                                                                        |                      | 41e op 2u12'40"  |
| 227       | Wout Poels        |                                                                                        |                      | 50e op 2u26'25"  |
| 228       | Christian Scaroni | winnaar 16e etappe                                                                     |                      | 40e op 2u11'13"  |
|           | Team              |                                                                                        |                      |                  |

## Deelnemers per land
| Deelnemers | Land                                                                                                   |
| ---------- | --- |
| 48         | Italië                                                                                                 |
| 17         | Nederland                                                                                              |
| 14         | Australië                                                                                              |
| 13         | Frankrijk, België                                                                                      |
| 12         | Spanje, Verenigd Koninkrijk                                                                            |
| 10         | Duitsland                                                                                              |
| 5          | Colombia, Denemarken                                                                                   |
| 4          | Noorwegen                                                                                              |
| 3          | Canada, Tsjechië, Slovenië, Ecuador, Verenigde Staten                                                  |
| 2          | Nieuw-Zeeland, Luxemburg, Ierland                                                                      |
| 1          | Letland, Zwitserland, Kazachstan, Polen, Mexico, Venezuela, Oostenrijk, Kroatië, Portugal, Zuid-Afrika |

1e etappe ·
2e etappe ·
3e etappe ·
4e etappe ·
5e etappe ·
6e etappe ·
7e etappe ·
8e etappe ·
9e etappe ·
10e etappe ·
11e etappe ·
12e etappe ·
13e etappe ·
14e etappe ·
15e etappe ·
16e etappe ·
17e etappe ·
18e etappe ·
19e etappe ·
20e etappe ·
21e etappe
Startlijst · Eindstanden · Afbeeldingen